# Bela
Béla je barva (natančneje vsebuje vse barve barvnega spektra; včasih jo opišejo kot akromatično barvo – črna je po drugi strani odsotnost vsake barve) z visoko svetlostjo in ničelno nasičenostjo in brez barvnega tona (hue). Vtis bele svetlobe lahko ustvarimo z mešanjem primernih intenzitet primarnih barv (rdeče, zelene in modre) po postopku, imenovanem »aditivno mešanje«, omeniti pa je treba, da se takšna osvetlitev znatno razlikuje od bele svetlobe, ki jo seva razžarjeno črno telo.

## Slikarstvo
V slikarstvu belo barvo ustvarimo z odbojem ambientalne svetlobe od belega pigmenta. Zmešana s črno dá bela sivo. Študentom slikarstva predstavlja uporaba bele pogosto težave, in obstaja vsaj en tečaj, posvečen izključno rabi bele barve v slikarstvu.

## Bela svetloba
Preden je bilo Newtonovo delo o optiki splošno sprejeto, je večina znanstvenikov menila, da je bela osnovna barva svetlobe, ostale barve pa nastanejo, ko beli nekaj dodamo. Newton je pokazal, da belo dobimo s sestavljanjem drugih barv.
V razsvetljevalski stroki obstoja cel kontinuum barv svetlobe, ki se vse imenujejo »bela«. Ena skupina barv med njimi so barve, ki nastanjejo pri sevanju črnega telesa, segretem na različne razmeroma visoke temperature. Tako denimo barva črnega telesa, segretega na temperaturo 2848 kelvinov ustreza svetlobi običajne žarnice na žarilno nitko. Rečemo, da je »barvna temperatura« takšne žarnice 2848 K. Bela svetloba, ki se uporablja pri osvetlitvi gledališč, ima temperaturo 3200 K. Dnevna svetloba ima nazivno barvno temperaturo 5400 K, vendar se lahko dejansko spreminja od hladnih rdečkastih odtenkov do modrikastih 25.000 K. Vsakega sevanja črnega telesa seveda ne moremo imeti za belo svetlobo: skrajen zgled je denimo kozmično mikrovalovno prasevanje ozadja Vesolja, ki ima temperaturo okoli 3 K in je nevidno.